# Jayson Paul
|  | Aquest article tracta sobre el lluitador Jayson Paul (JTG). Si cerqueu informació sobre les motos JTG, vegeu «Jotagas». |

Jayson Paul   (Harlem, 10 de desembre de 1984), més conegut com a JTG o The Neighborhoodie, és un lluitador professional estatunidenc, que treballa a la marca de SmackDown! de l'empresa World Wrestling Entertainment (WWE).